# We Can Be Heroes

## Descripción
We Can Be Heroes también conocida como "We Can Be Heroes Giving Campaign" (en español: "Podemos ser héroes") fue una campaña benéfica que buscaba erradicar el hambre presente en el Cuerno de África. La campaña fue impulsada por las compañías de entretenimiento estadounidenses Time Warner y Warner Bros. Entertainment, siendo esta última su principal promotora a través de DC Entertainment, con la participación de los superhéroes que conforman la Liga de la Justicia. Las compañías impulsoras de la propuesta entregaron recursos a las fundaciones Save the Children, el Comité Internacional de Rescate y Mercy Corps para que pudieran proporcionar ayuda en Etiopía, Eritrea, Yibuti, Somalia y Kenia.

## Historia

### Anuncio e inicio de la campaña
DC Entertainment anunció el inicio de la campaña We Can Be Heroes para recaudar fondos el 23 de enero de 2012, en una conferencia de prensa realizada en la ciudad de Nueva York. El mismo día DC también emitió un comunicado a través de su blog oficial, The Source, en el que comentaron: «El escenario actual es dramático [...] hoy estamos frente a la peor situación de sequía y hambruna de los últimos 60 años. Más de 9 millones de personas necesitan ayuda inmediata». En la conferencia, Jill Biden, doctora que visitó a los refugiados, comentó:

«Esta es una situación trágica que afecta a millones de personas». Todo el mundo tiene la capacidad de ser parte de la solución y esfuerzos como We Can Be Heroes ayudan a acercarnos a ese objetivo. [...] Felicito a los esfuerzos de DC Entertainment, Warner Bros y otras organizaciones que están utilizando su alcance global para ayudar a crear conciencia de la crisis».

Las compañías de entretenimiento estadounidenses Time Warner y Warner Bros. Entertainment seleccionaron a las fundaciones Save the Children, Mercy Corps y al Comité Internacional de Rescate, por ser las que demostraron mayor capacidad de contingencia y efectividad al ayudar a las personas afectadas por la hambruna, y entregarles recursos humanos y dinero durante la duración de We Can Be Heroes. En la conferencia de prensa presentaron las modalidades a utilizarse para reunir los recursos. La primera modalidad busca reunir donaciones, cuyas cantidades serían igualadas por las compañías Warner y DC, teniendo un tope total de un millón de dólares, mientras que la segunda será la venta de productos alusivos, de los cuales el 50% de su valor se destinará a los afectados. Warner también estipuló que realizaría un aporte corporativo de dos millones de dólares para las fundaciones en forma de dinero y contratación de funcionarios. Además, promocionaría la campaña utilizando los canales Cartoon Network, Warner Channel y HBO. En la conferencia se presentó a los personajes de la serie de cómics y miembros actuales de la Liga de la Justicia como personajes centrales de la misma. Jeff Robinov, presidente de Warner Bros dijo a la prensa:

«El hecho de que somos capaces de tomar lo que hacemos y de utilizarlo para crear conciencia e inspirar acción en torno a una causa es muy gratificante. Con el apoyo de todo el estudio y nuestras compañías hermanas de Time Warner, esta campaña, al igual que los héroes de DC Comics causará un gran impacto».

Diane Nelson, presidente de DC Entertainment explicó por qué los miembros fundadores de la Liga de la Justicia —actualmente conformada por Superman, la Mujer Maravilla, Batman, Linterna Verde, Flash, Aquaman y Cyborg— eran ideales para promover la campaña, comentando: «Son un equipo internacional de héroes amados por una amplia gama de fanáticos, incluyendo hombres, mujeres, jóvenes y viejos. Esto los hace perfectos para esta campaña. Su dedicación a la justicia social y el compromiso a unirse para defender a los indefensos es compatible con los ideales de We Can Be Heroes. La crisis del hambre en el Cuerno de África es algo que se puede revertir si todos trabajamos juntos».

### WonderConde 2012
En marzo de 2012 DC Comics promocionó We Can Be Heroes en el evento anual que se celebra en el área de la Bahía de San Francisco llamado WonderCon. Durante el evento, DC Comics implantó como nueva forma de ayuda la de que los participantes podrían enviar mensajes de texto para realizar donaciones, las cuales DC Entertainment igualaría al finalizar la WonderCon. DC Comics dio diversos servicios durante el evento, entregando entrevistas e información sobre We Can Be Heroes así como imágenes personalizadas de los participantes del evento que posteriormente se podían subir a la página oficial de la campaña. Como otra forma de fomentar la participación y la llegada de los fanáticos a la WonderCon los escritores de historietas Jim Lee y Geoff Johns se presentaron para participar en diversos paneles de discusión entre los días 16 y 18 de marzo. Diane Nelson comentó: «Los aficionados en la WonderCon y más allá pueden unirse a la Liga de Justicia para hacer una diferencia y salvar vidas».

### Real Moms Guidey C2E2
El sitio web SheKnows.com presentó durante abril de 2012 una edición de su Real Moms Guide en la cual buscaron presentar tanto a padres como a hijos la campaña We Can Be Heroes como una opción de distracción para los niños y para demostrar que podían causar un impacto mayor, así como mantener compromiso fuera de la escuela. Respecto a esto las editoras de la página web comunicaron: «Estos pueden ser temas pesados para discutir con los niños pequeños, pero es importante empezar en algún punto. Si se tienen niños que están interesados en los héroes, la idea es utilizar sus historias sobre el bien y el mal para hablar de los héroes de la vida real, como médicos [...] las personas comunes y corrientes que toman tiempo para ser voluntarios y entregan donaciones monetarias». DC Comics también promocionó la campaña We Can Be Heroes en el Chicago Comic & Entertainment Expo (también conocida como C2E2), en donde realizaron numerosos concursos para promover la campaña. El concurso principal tuvo como premio una camiseta de la campaña, una botella de agua de la misma y una copia del primer cómic de la Liga de la Justicia autografiado por Geoff Johns y Jim Lee. Los participantes debían pasar por el puesto de DC Comics de la exposición y tomarse una fotografía frente al póster de la campaña, para posteriormente subirla a Twitter.

### Otras formas de apoyo
Para la celebración del día de las madres y posteriormente para el día de los padres DC lanzó tarjetas de regalo personalizables. El lanzamiento de la primera incluyó un mensaje en el que se explicó parte de la situación de las madres en Kenia, Etiopía y Somalia, mientras que el de la segunda tarjeta digital incluía un mensaje en que recalcaron la necesidad de los padres como fuente de ayuda y mencionaron diversos momentos típicos en los que participa, como es el aprender a utilizar una bicicleta.
En mayo de 2012, We Can Be Heroes fue comentado en el programa y en el blog oficial del presentador estadounidense Anderson Cooper. En el programa, Cooper comentó sobre la situación en África y sobre su viaje a dicho territorio para conocer a los afectados de la región. Posteriormente, en su blog dispusieron los datos que se entregaron en la conferencia de prensa de inicio de la campaña y su fecha de inicio. A finales de mayo fue lanzada una exhibición de arte llamada Darkness & Light: Art Inspired by Heroes & Villains, Hope & Heroism como otra forma de promocionar a We Can Be Heroes, las obras creadas utilizando diversos estilos estaban basadas en su mayoría en Batman y sus personajes asociados. Algunos de los artistas colaboradores fueron Kiyoshi Nakazawa, Martin Ontiveros, Mike Palermo, Nathan Sawaya, Bwana Spoons y Amanda Visell. La cómica y presentadora estadounidense Ellen DeGeneres entregó su apoyo a la campaña benéfica al escribir en su cuenta de Twitter: «Me encuentro con gente común que no sabían que podían ser héroes. Aquí tienes la oportunidad de serlo con We Can Be Heroes».

### Embajador y sencillo de promoción
Durante un concierto, el artista Chris Daughtry anunció que lanzaría una nueva versión de su tema «Rescue Me» del álbum Break The Spell, que sería solo la acústica en honor de la campaña benéfica y que se convertiría en uno de sus embajadores. El artista, posteriormente a la realización del anuncio, interpretó el tema en un concierto que dio en la ciudad de Los Ángeles en el Teatro Nokia.Diane Nelson comento: «Chris Daughtry no sólo es un fan de los cómics, él tiene una verdadera pasión por ayudar a otros, lo que hace de él un compañero ideal para We Can Be Heroes. [...] Estamos muy contentos de tener un influyente partidario ayudando a crear conciencia sobre esta iniciativa». Daughtry comentó que la canción se podría descargar desde la plataforma iTunes y que todas esas ganancias serían entregadas a las fundaciones benéficas. Él también promocionó el tema y la campaña al interpretar la nueva versión de «Rescue Me» en la gira musical Break The Spell tour. El cantante comentó sobre la campaña: «He sido un fanático de los personajes de la Liga de la Justicia —especialmente de Batman— desde que era joven y estoy encantado de trabajar con DC Entertainment en We Can Be Heroes. [...] La campaña está haciendo su parte para ayudar a combatir esta crisis y me siento honrado de ser parte de ello». Posteriormente en una entrevista con CBR agregó: «Históricamente, nuestros fans siempre se han aferrado a lo que hemos apoyado, por lo que siempre sentimos que tenemos que tener algo bueno que decir, tenemos esta plataforma, puede ser que también la utilicemos para algo bueno», en la misma entrevista dijo como es que se unió a la campaña comentando su fanatismo por las historietas y su amistad con el artista Jim Lee: «[Jim] me presentó esta idea, sabía que tan fanático era yo. [...] Estoy siempre listo para ayudar todo lo que pueda a diferentes organizaciones benéficas». Sobre la selección del sencillo, comento que lo hizo debido que «es exactamente lo que se espera hacer con las personas afectadas, rescatarlas de la situación en la que se encuentran». Hablando con los reporteros de la revista The Hollywood Reporter Daughtry comento que viajó a la zona afectada, agregando: «Fue devastador lo que vi. Desgarrador, son cosas que aparecen todo el tiempo en la televisión, pero hasta que lo experimentas de primera mano, no puedes ponerlo en perspectiva».

### E3 y proyecto de Athene
En junio de 2012 la Electronic Entertainment Expo (E3) promocionó la campaña We Can Be Heroes, en el evento se uso un iPad con conexión a internet para que los asistentes realizaran sus donaciones. Pocos días después DC Entertainment anunció en la página oficial de la campaña que realizaría una gira para las obras de arte de la exposición Darkness & Light: Art Inspired by Heroes & Villains, Hope & Heroism en la que además se incluirían fotografías de los afectados y de las personas que colaboran en la campaña brindándoles ayuda como voluntarios. Las primeras mencionadas en el anuncio fueron Portland, San Diego, Atlanta, Chicago y Nueva York. En los últimos días de junio el icono de los videojuegos, activista y personalidad de Youtube Bachir Boumaaza —que se dio a conocer bajo el sobrenombre de Athene— se sumó a la campaña We Can Be Heroes con su iniciativa personal de recaudación de fondos, a la que llamó Op ShareCraft 2012—Save the Children Challenge con la que buscaba recaudar $1 000 000 en no más de 100 días. Athene confirmó posteriormente que dicha meta fue alcanzada en menos de un mes, gracias a las múltiples donaciones hechas de forma masiva y a la que la propia compañía DC Entertainment realizó, dos días antes de finalizar la recaudación él comento: «No me veo como una celebridad. Soy solo un jugador que tiene la oportunidad de tener voz. Este proyecto está escribiendo la historia de internet. Somos la generación que va a terminar con la pobreza».

### Comic-Con de San Diego
Poco antes de la Convención Internacional de Cómics de San Diego celebrada en julio de 2012 DC Comics realizó un concurso llamado Find Your Hero, cuyo premio era la entrada a la convención durante su primer día y varios artículos de la campaña benéfica, entre los que destacaban un póster de We Can Be Heroes y el primer tomo recopilatorio de la última serie de cómics de la Liga de la Justicia llamado Justice League Vol. 1: Origin ambos firmados por Geoff Johns y Jim Lee. Durante la temporada la gira artística se emplazó en la galería de arte de Michael J. Wolf ubicada en las cercanías de la convención. El artista de LEGO Nathan Sawaya presentó en la convención y en la exhibición una serie de piezas cuya obra central fue titulada como Batman: Justice que era originalmente una pintura a gran escala creada exclusivamente por Jim Lee que presentaba la silueta del héroe rodeada por colores inspirados en África y que posteriormente fue recreada con los cubos de construcción por Sawaya.

### Día de la alimentación y Kia Motors
Durante el día mundial de la alimentación —celebrado el 16 de octubre de cada año— We Can Be Heroes triplicó las donaciones hechas por sus colaboradores. DC anuncio en el mismo mes que se asociaría con Kia Motors América para crear una flota de autos inspirados en los personajes del grupo de héroes, combinando el estilo propio de la industria automovilística con el arte de los cómics. Según lo estipulado en el comunicado de prensa cada personaje del equipo inspiraría uno de los vehículos de Kia. El Magentis inspirado en Batman fue el primero en ser anunciado y ser presentado durante la Comic-Con de Nueva York mientras que los demás autos serían presentados en un plazo no mayor a los diez meses en diversos eventos, entre los que se mencionaron el show SEMA realizado en el Centro de convenciones de Las Vegas, el Salón del Automóvil de Detroit, la WonderCon y la Comic-Con de San Diego. Los modelos incluidos adicionalmente que fueron confirmados son: El Kia Soul, el Sorento, el Sportage, el Rio y el Forte. Durante el evento realizado en la ciudad de Las Vegas conocido como SEMA DC y Kia presentaron cinco autos más para promocionar la campaña, los vehículos correspondieron a Flash (Kia Forte), Aquaman (Kia Rio), Linterna Verde (Kia Soul), Cyborg (Forte) y Batman —este último con un Magentis de edición limitada creado especialmente para el evento—. Para la creación de los nuevos modelos Kia recibió la ayuda de la compañía de remodelación de automóviles West Coast Customs, de la compañía minorista RIDES y de la revista Super Street, que se encargaron de los detalles artísticos de los autos. Michael Sprague, vicepresidente ejecutivo de marketing y comunicaciones de Kia Motors América comento:

«Estamos orgullosos de poder ayudar a sensibilizar y de ayudar a la campaña We Can Be Heroes, esperamos develar tres Kia que combatirán el crimen próximamente como parte de nuestra colaboración de diez meses con DC Entertainment, correspondientes al de Superman, la Mujer Maravilla y uno especial como auto final».

Durante el lanzamiento de los nuevos vehículos se adelantó que cada uno contaría con una pieza personalizada por el artista Jim Lee, obras a ser subastadas al finalizar la colaboración cuyas ganancias serían totalmente dirigidas a We Can Be Heroes. También adelantaron que se crearía un auto con los emblemas de todos los héroes para cerrar la relación de Kia con la campaña y que dicho vehículo también se subastaría en honor a la beneficencia. En el Salón del Automóvil de Chicago Kia presentó el auto creado en honor a Superman, el modelo fue un Magentis híbrido que llevaba el emblema del héroe en el capo, el volante y los asientos. Sprague también comento sobre este auto, diciendo:

«Como el superhéroe más reconocido del mundo, Superman es un símbolo de fortaleza e integridad, convirtiéndose en el personaje perfecto para el primer Kia híbrido. [...] Cada uno de nuestros vehículos inspirados en los personajes de la Liga de la Justicia nos sirve para colaborar por la causa. Por eso, nos enorgullecemos de poder trabajar con DC Entertainment y dar a conocer la campaña We Can Be Heroes en todo el mundo».

El modelo presentado posee el esquema de colores representativo del kryptoniano, además de un sistema de suspensión ajustable, la pintura roja se extiende por el marco de las puertas y por la parte superior del maletero emulando la capa de Superman, mientras que su cinturón es representado por una rejilla ubicada en el frontal del auto, dejando como la representación de la visión térmica del personaje al color rojo presente en los faros. Mientras el interior del vehículo está tapizado para emular la armadura de batalla con que es actualmente presentado el héroe en los cómics. Amit Desai vicepresidente de gestión de DC Entertainment señalo:

«Este esfuerzo conjunto para crear conciencia sobre la campaña We Can Be Heroes a través de los coches inspirados en los personajes de la Liga de la Justicia está demostrando ser todo un éxito entre aficionados al mundo del motor y a los cómics».

## Promoción

### Logo y sitio web
DC Entertainment seleccionó a los siete personajes de cómics como representantes de la campaña debido a que son personajes reconocidos mundialmente y a que se muestran en las historietas como un grupo muy unido y fuerte. El identificador gráfico de We Can Be Heroes presenta la silueta de los personajes frente a la imagen de la silueta de África. Respecto a esto DC Comics dijo en un comunicado: «Cada uno de estos personajes es un héroe en su propio derecho, pero cuando se unen como la Liga de la Justicia, se convierten en una fuerza imparable para el bien y en el mismo universo, un mensaje clave de la campaña We Can Be Heroes. Si bien muchas personas pueden sentirse impotentes para efectuar el cambio por su cuenta, como parte de una campaña global de este tipo, sus esfuerzos, combinados con los de otros donantes, pueden crear un cambio». El sitio web oficial de la campaña fue creado con el nombre de WeCanBeHeroes.org. En él las personas pueden hacer donaciones, que serán igualadas por DC Y Warner hasta un millón de dólares, realizar compras exclusivas de los productos de la campaña y revisar las noticias sobre la situación en África, las fundaciones participantes y la campaña en general. En la página web de la campaña cada uno de los héroes que la representan también es identificado con una cualidad. Esto se realizó para inspirar a los consumidores de los productos y a las distintas personas que cooperarían con la causa. A continuación, se incluye una pequeña lista que muestra la cualidad asignada a cada personaje, con su descripción:
- Superman: En la campaña representa a la fuerza y es descrito como el más poderoso y emblemático de los héroes del mundo, además de poseer una moral inquebrantable y la fuerza interna para hacer siempre lo correcto.[31]
- Batman: Representa a la justicia y es mencionado en el sitio web como alguien que dedica su vida a proteger a los inocentes, empujándose a sus límites mentales y físicos con tal de conseguir justicia.[31]
- La Mujer Maravilla: Es la representante de la igualdad ya que es la superheroína más icónica del mundo y la única mujer del equipo, es descrita como un símbolo de poder e inspiración.[31]
- Linterna Verde: Es el representante de la fuerza de voluntad dentro de la campaña, es mencionada su habilidad nata para controlar el miedo y el hecho de que es el primer humano en la fuerza policial intergaláctica de los Linterna Verde.[31]
- Flash: Encarna al impulso necesario para prevenir los problemas antes de que sea demasiado tarde para evitarlos dentro de la campaña benéfica.[31]
- Aquaman: Es quien presenta la responsabilidad a la campaña, esto ya que es su responsabilidad proteger tanto a la superficie como a las profundidades de los peligros que les acechan, así como uno del otro.[31]
- Cyborg: Representa la comunicación al ser el más avanzado y poderoso centro de comunicaciones del universo DC aferrándose tanto a su humanidad como a sus habilidades tecnológicas para salvar a los necesitados.[31]

### Productos
Para promocionar la campaña fue lanzado un vídeo al momento de anunciarla que comenzaba con la pregunta: «¿Cuándo te han necesitado?» y que posteriormente mostraba a diferentes personas hablando sobre diversas necesidades del ámbito personal y social, el tráiler promocional de We Can Be Heroes fue subido al canal oficial de DC Entertainment en febrero de 2012. El canal HBO promocionó la campaña al mostrar el nombre de su página web oficial animando a los televidentes a que realizaran una donación en ella. DC Comics lanzó en primera instancia camisetas, botellas para el agua, tazones y protectores de iPhone 3G/3GS y iPhone 4/4S alusivos a We Can Be Heroes para promocionar la obra benéfica. El 11 de julio de 2012, el artista Chris Daughtry lanzó a través de iTunes la versión acústica de su tema «Rescue Me», la canción publicada por la compañía discográfica RCA Records tiene un precio de $1.19 y una duración de 3:19 minutos. Posteriormente, Daughtry lanzó un vídeo musical que presentaba parte de la información de la situación de África, a algunos de los personajes de la Liga de la Justicia y una serie de imágenes de los necesitados. En noviembre de 2012 se puso en venta un pack de figuras de acción de los personajes de la Liga de la Justicia a un precio de $99.95, el pack incluía a todos los miembros y el 10% de lo pagado sería para la campaña. Kia Motors lanzó al mercado automotriz matrículas, señalizaciones y vídeos creados especialmente para ser vistos en las pantallas integradas en los autos con motivo de We Can Be Heroes.

### Exhibición de arte
Darkness & Light: Art Inspired by Heroes & Villains, Hope & Heroism fue una exhibición de arte iniciada en mayo de 2012 para promocionar la campaña. En junio del mismo año, DC Entertainment inició una gira para promover la exposición que fue promocionada con un comunicado de prensa que decía: «Darkness & Light presenta a algunos de los mejores artistas de la época actual que se inspiraron en los personajes de la Liga de la Justicia mostrando sus obras y diversas fotografías de los voluntarios que actúan en favor de la erradicación del hambre». La compañía Junk Food Clothing se sumó a la campaña al crear una versión digital de las obras y crear una página web que sirviera de museo para ellas, además de ser una tienda de regalos. A continuación se muestra una pequeña lista con las ciudades visitadas por Darkness & Light:
| Estados Unidos         |            |                                                                                 |
| 25 al 30 de junio      | Portland   | Sede central de Mercy Corps                                                     |
| 9 al 15 de julio       | San Diego  | Galería de arte Michael J. Wolf/Convención Internacional de Cómics de San Diego |
| 4 al 13 de agosto      | Atlanta    | Plaza Pipps                                                                     |
| 19 al 26 de septiembre | Chicago*   | —                                                                               |
| 8 al 14 de octubre     | Nueva York | Time Warner Center                                                              |

*Si bien se anunció que la gira pasaría por esta ciudad, las obras nunca fueron expuestas en ella.

## Resultados

### Ayuda entregada
Save the Children reportó que con la ayuda de la campaña We Can Be Heroes logró distribuir siete toneladas de comida a 184000 personas en Etiopía.
El Comité Internacional de Rescate entregó asistencia a 8884 niños, lactantes y madres con desnutrición de Kenia.